# 池尻村
池尻村（いけじりむら）は、かつて岐阜県安八郡にあった村である。
現在の大垣市池尻町に該当する。

## 歴史
- 1873年（明治6年） - 池尻村、池尻入方、池尻新入方が合併し、池尻村となる。
- 1889年（明治22年）7月1日 - 町村制により、池尻村発足。
- 1897年（明治30年）4月1日 - 木戸村、笠木村、笠縫村 、河間村、南一色村、興福地村と合併し、北杭瀬村となる。同日池尻村廃止。